# Jghiab
Jghiab – wieś w Rumunii, w okręgu Buzău, w gminie Mânzălești. W 2011 roku liczyła 134 mieszkańców.